# Péchy Blanka-díj

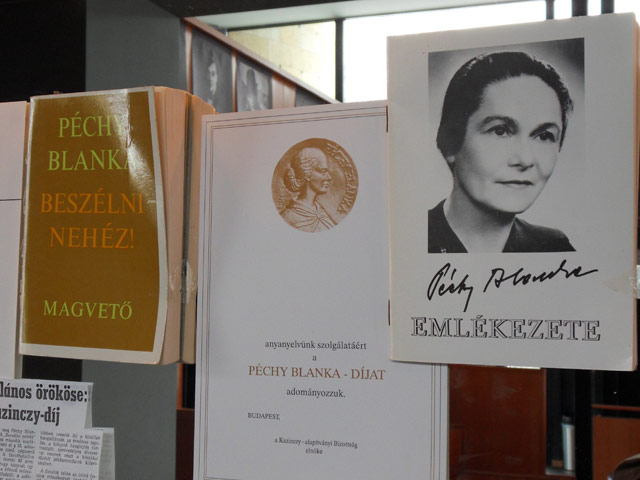
Magyar Nyelv Múzeuma Magyar örökség kiállítás

Péchy Blanka érdemes művészről 1994-ben nevezett el díjat a Kazinczy-díj alapítvány.
„A Kazinczy-díjat megalapító Péchy Blanka érdemes művész születésének 100. évfordulója alkalmából, emlékét megőrizve, személye és nyelvművelő munkássága iránti tisztelet kifejezéseként, Péchy Blanka-díj létrehozását határozta el a Kazinczy-díj Alapítvány. A kuratórium a díjjal az élőbeszéd művelését szolgáló mozgalmakban kifejtett kiemelkedő tevékenységet kívánja elismerni, illetve jutalmazni.” Első alkalommal 1994 szeptemberében adták át. Az érem alkotója Sz. Egyed Emma szobrász, éremművész. A díj és oklevél képe.

## Péchy Blanka-díjasok névsora
| Év   | Díjazottak |
| ---- | --- |
| 2022 | Albert Júlia színművész Tombor László, a budapesti Baár–Madas Református Gimnázium és Általános Iskola igazgatója. |
| 2021 | Kósáné Kisgéczi Gabriella, a csurgói Csokonai Vitéz Mihály Református Általános Iskola magyartanára. Budainé Bodnár Edit, a sátoraljaújhelyi Kossuth Lajos Művelődési Központ igazgatója. |
| 2020 | Papp Györgyné, a Balatonboglári Általános Iskola és Alapfokú Művészetoktatási Intézmény és Óvoda magyartanára. Vörös Alpár István Vita, a kolozsvári Apáczai Csere János Elméleti Líceum igazgatója. |
| 2019 | Engelberth Katalin tanár, a balassagyarmati Mikszáth Kálmán Művelődési Központban működő beszédművelő vezetője. Hörcsikné Balla Katalin, gimnáziumi igazgató, az „Édes anyanyelvünk” verseny egyik fő szervező munkatársa. |
| 2018 | Kiss László, a balatonboglári Általános Iskola és Alapfokú Művészeti Iskola tanára, igazgatóhelyettese Türjei Attila, a balatonboglári Általános Iskola és Alapfokú Művészeti Iskola igazgatója. Szamosvölgyi Péter, Sátoraljaújhely polgármestere (rendkívüli Péchy Blanka-díj) |
| 2017 | Gergely Gyuláné, a kemecsei Arany János Általános Iskola tanára. Pintér Istvánné, a kisújszállási Baptista Alapfokú Művészeti Iskola zeneiskolai tanára |
| 2016 | Angyal Jenőné, a gyömrői Weöres Sándor Általános Iskola nyugalmazott magyartanára, Oglné Czepek Mária, a váci Madách Imre Gimnázium magyartanára. |
| 2015 | Bozó Klára, az orosházi Justh Zsigmond beszédművelő kör vezetője, nyugalmazott középiskolai tanár, Szabóné Sándor Gabriella, a nyíregyházi Szent Miklós Görögkatolikus Gimnázium és Általános Iskola magyartanára Szívósné Vásárhelyi Zsuzsanna, a Kazinczy Ferenc Gimnázium magyartanára, Németh Tibor, a győri Kazinczy Ferenc Gimnázium igazgatója, Sámbokréthy Péter, a „Beszélni nehéz” anyanyelvi mozgalom tagja. |
| 2014 | Hevérné Tácsik Klára, a balassagyarmati Szondi György Szakközépiskola magyartanára Dr. Kissné Németh Éva, a mosonmagyaróvári Hunyadi Mátyás Szakközépiskola magyartanára Nagy Imréné, a Kazinczy-díj Alapítvány elnöke és könyvelője |
| 2013 | Radnóti Adél, a pécsi Kodály Zoltán Gimnázium nyugalmazott magyar–gyorsírás-gépírás–ének szakos tanára Györgyi Béláné, a sátoraljaújhelyi Kossuth Lajos Gimnázium, Szakképző Iskola és Kollégium igazgatója |
| 2012 | Bátki Zsuzsa, a soproni Berzsenyi Dániel Evangélikus Líceum tanára Tóth Jánosné, a sátoraljaújhelyi V. István Katolikus Közgazdasági Szakközépiskola tanára |
| 2011 | Baranyi Magdolna, a nagykanizsai Thúry György Szakközépiskola magyartanára Takács Pálné, a borjádi Általános Iskola tanára |
| 2010 | Kovács Józsefné, a szegedi Radnóti Miklós Kísérleti Gimnázium Kazinczy-díjas nyugalmazott magyar–történelem szakos tanára Lakatos Sándorné, nyíregyházi nyugalmazott általános iskolai tanár |
| 2009 | Szőnyi Éva, a budapesti Práter Általános Iskola tanára Vass Rozália, a sepsiszentgyörgyi Mikes Kelemen Főgimnázium nyugalmazott tanára |
| 2008 | Bálint Márta, a kézdivásárhelyi Turóczi Mózes Általános Iskola tanára Egyed Mária, a kézdivásárhelyi Református Líceum tanára |
| 2007 | Palásti József, sátoraljaújhelyi középiskolai tanár Podráczky Tamásné, győri óvodapedagógus, szakkörvezető Szabó Eszter általános iskolai tanár |
| 2006 | Szabó Jánosné középiskolai tanár, szakkörvezető Szőcs Tiborné, a hegyeshalmi Lőrincze Lajos Általános Iskola szakkörvezető tanára. |
| 2005 | Tarnai Györgyné, a budapesti Práter Utcai Általános Iskola igazgatója, Dorkó Miklósné, a miskolci Kazinczy Általános Iskola tanára |
| 2004 | Paskó Istvánné, ceglédi középiskolai tanár Dr. Rozsnyai Jenőné, szegedi középiskolai tanár |
| 2003 | Hutka Zoltánné, a sátoraljaújhelyi Kazinczy Ferenc Általános Iskola tanára Sajtos József, soproni általános iskolai tanár |
| 2002 | Fábián György, a csongrádi Batsányi János Gimnázium igazgatója Gárdos Zoltánné, a balatonboglári Általános és Zeneiskola igazgatója Juhász Istvánné, a Sátoraljaújhelyi Kossuth Lajos Gimnázium és Szakközépiskola igazgatóhelyettese |
| 2001 | Bánszegi Gáborné, a debreceni Hatvani István Általános Iskola tanára Vadász Anna, a győri Kazinczy Ferenc Gimnázium tanára |
| 2000 | Dr. Borbélyné Szabó Katalin, a kiskunfélegyházi Móra Ferenc Gimnázium tanára Révészné Egry Dóra, az ajkai Bródy Imre Gimnázium tanára |
| 1999 | Dani Margit, a csurgói II. Rákóczi Ferenc Általános Iskola tanára Nagy Sándorné, a karcagi Gábor Áron Gimnázium tanára |
| 1998 | Győrffy Imréné, a kiskunmajsai Dózsa György Gimnázium tanára Dr. Jármay Pálné, a szegedi Csonka János Műszaki Szakközépiskola tanára |
| 1997 | Babiczky Veronika, a budapesti Gundel Károly Vendéglátóipari és Idegenforgalmi Szakközépiskola, Szakmunkásképző Intézet és Gimnázium tanára Csepeli Imre, a budapesti Kossuth Zsuzsa Egészségügyi Szakközépiskola, Szakiskola és Gimnázium igazgatója |
| 1996 | Maleticsné dr. Riba Magdolna, a budapesti Tanítóképző Főiskola docense Tóth Norbertné, a bátonyterenyei Váci Mihály Gimnázium nyugalmazott tanára |
| 1995 | Szép László művésztanár, a miskolci Pécsi Sándor Guruló Színház Egyesület elnöke Majoros Imréné, a szikszói Szepsi Csombor Márton Gimnázium tanára |
| 1994 | Homonnainé dr. Joób Klára középiskolai tanár, a Sátoraljaújhely Város Polgármesteri Hivatal főtanácsosa Fejes Lajosné, a balatonboglári Általános Iskola tanára Dr. Raisz Rózsa, az egri Eszterházy Károly Tanárképző Főiskola tanára |